# Couples impudiques
Pour les articles homonymes, voir Blue Jeans (homonymie).
Pour plus de détails, voir Fiche technique et Distribution.
Couples impudiques (Blue Jeans) est un film dramatique érotique italien sorti en 1975 réalisé par Mario Imperoli.  
Le film a rapporté environ 310 millions de lires au box-office italien. Le critique de cinéma Vittorio Spiga a qualifié le film de « bande dessinée pour adultes, une véritable exaltation du cul remarquable de Gloria Guida ».

## Synopsis
Daniela (Gloria Guida), surnommée « Blue Jeans » d'après son short en jean coupé est une prostituée mineure. Arrêtée par la police elle prétend être  la fille illégitime du Dr Carlo Anselmi (Paolo Carlini), un artiste restaurateur d'art renommé vivant dans la campagne de Latina.
Bien qu'Anselmi prétende le contraire,  la parole de Daniela est crue et est confiée à Anselmi. Le comportement frivole de la jeune prostituée fait des ravages avec la petite amie d'Anselmi Marisa (Annie Carol Edel) et les choses se compliquent lorsque Daniela commence à mettre en œuvre un complot avec son souteneur Sergio (Gianluigi Chirizzi).

## Fiche technique
- Titre en français : Couples impudiques
- Titre original :  Blue Jeans
- Langue : Italien
- Pays de production :  Italie
- Année : 1975
- Durée : 93 min
- Genre :	drame, érotique
- Réalisation :	Mario Imperoli
- Sujet : Mario Imperoli
- Scenario :	Piero Regnoli, Mario Imperoli
- Producteur : Giuseppe Fatigati
- Maison de production : Roma International Film
- Photographie :	Romano Albani
- Montage :	Sandro Lena
- Musique : Nico Fidenco
- Décors : Francesco Calabrese
- Costumes :	Claudia Schiff
- Maquillage : Duilio Giustini

## Distribution
- Gloria Guida : Daniela
- Paolo Carlini : Dr Carlo Anselmi
- Annie Carol Edel : Marisa
- Gianluigi Chirizzi : Sergio Prandi
- Mario Pisu : Avocat Mauro Franco
- Marco Tulli : Client